# Halden
Halden es una ciudad y un municipio de la provincia de Østfold, Noruega. Tiene una población de 30 328 habitantes según el censo de 2015. Esta ciudad (llamada Fredrikshald hasta 1928) fue establecida como municipio el 1 de enero de 1838. Los municipios rurales de Berg e Idd se unieron a Halden el 1 de enero de 1967. La pequeña área de Tistedalen, a 4 km al este del centro de la ciudad, perteneció a esta como un enclave desde 1686 hasta 1967. Su centro administrativo es la ciudad de Halden.

## Información

### Etimología
La ciudad adquirió su nombre de una pequeña granja llamada Hallen (la forma finita de hall, que significa «pendiente»). Fue mencionada por primera vez en 1629, con la forma danesa Halden. Cuando el lugar se convirtió en una ciudad en 1665, el nombre del rey dano-noruego Federico III de Dinamarca fue agregado y se convirtió en Frederikshald. El nombre de la ciudad fue cambiado nuevamente a Halden en 1928. Se han dado recientes debates sobre la posibilidad de devolverle el nombre de Frederkshald, pero este no ha cambiado.

### Escudo de armas
El escudo de armas de Halden data de 1665. El escudo muestra a un caballero parado en una montaña, con amarillo sobre un fondo azul. El texto Gud med oss significa “Dios con nosotros”. Se inspiró en la Guerra Dano-Sueca (1658 y 1660) y la valentía de los habitantes de la ciudad.

## Historia

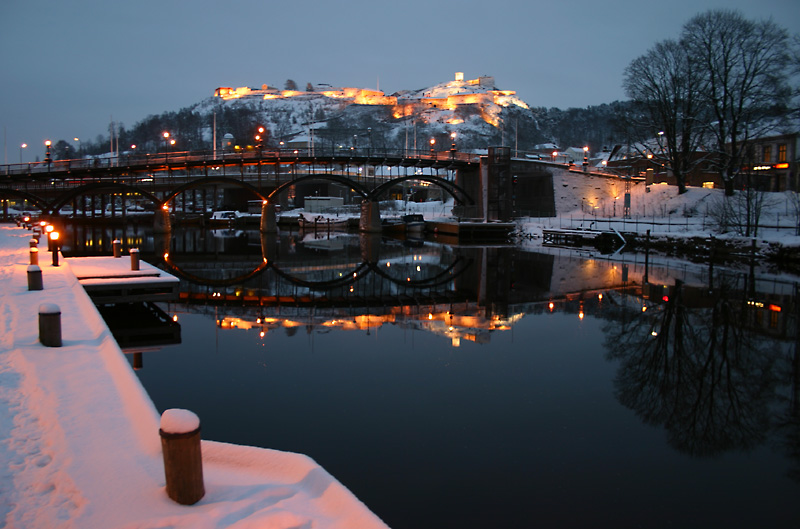
Fuerte de Halden y nuevo puente.

Halden está localizado en el fiordo de Iddefjord, en el delta del río Tista. El fiordo representa la frontera más austral entre Noruega y Suecia. Se hallaron restos de antiguos asentamientos humanos en esta región de Noruega, particularmente en el área de Svinesund, donde se pueden ver petroglifos de la Edad del Bronce Escandinava.
Debido a la proximidad de la frontera con Suecia, se construyó el fuerte Fredriksten en el siglo XVII. Este fuerte reemplazó al antiguo fuerte noruego de Bohus, perdido en 1658 con el Tratado de Roskilde, cuando la provincia de Wiken, o Bohuslän, fue cedida a Suecia. En 1718, la campaña sueca contra Noruega durante la Gran Guerra del Norte terminó en Fredriksten cuando el rey Carlos XII de Suecia murió mientras intentaba conquistar el fuerte.
Aunque Fredriksten fue ocupado por las fuerzas nazis en la Segunda Guerra Mundial, nunca fue capturado por la fuerza por ningún ejército invasor. Los suecos intentaron invadir Halden seis veces entre 1658 y 1814, pero fracasaron en todas ellas.
Halden es la única ciudad mencionada en el himno nacional noruego (junto a Roma), refiriéndose a los habitantes quemando sus propias casas para evitar que fueran tomadas por los invasores suecos durante el ataque del rey Carlos XII el 4 de julio de 1716. Desde 2007, gobierna la ciudad una coalición entre el Arbeiderpartiet (socialdemócrata), el Sosialistisk venstreparti (izquierda socialista) y el Partido Demócrata Cristiano.

## Economía
El lema de la ciudad es Halden, IT-og Miljøbyen (Halden, IT y la Ciudad del Medio Ambiente). Entre las décadas de 1960 y 1980 Halden tuvo altos niveles de contaminación industrial, en parte originada por la Norske Skog Saugbrugs, una fábrica de papel. Como resultado de proyectos iniciados tanto por la fábrica como por las autoridades, los contaminados fiordos y ríos de Halden se han limpiado y la ciudad fue denominada Ciudad Noruega del Medio Ambiente en 1996.
La ciudad es la sede de un gran número de compañías de tecnologías de la información y la comunicación. En 1960 la mayor computadora central de esa época en Noruega estaba ubicada en Halden. También en Halden se encuentra ubicado uno de los dos reactores nucleares de Noruega. El reactor es operado por el Institutt for energiteknikk, uno de los mayores empleadores de la localidad. Esta es la mayor instalación operada por la Organización para la Cooperación y el Desarrollo Económico. El proyecto del reactor de Halden de la OCDE (establecido en 1958) es uno de los proyectos de investigación y cooperación más grandes del mundo con 20 países participando (2005).
Con su rica historia y el fuerte de Frederiksten dominando el paisaje, el turismo es también una importante industria para la ciudad. Este fuerte es uno de los lugares turísticos más visitados de Noruega, con más de un cuarto de millón de visitantes al año. Otras atracciones son el sistema de canales, la mansión Rød y los puentes en Svinesund.